# Швосдорф

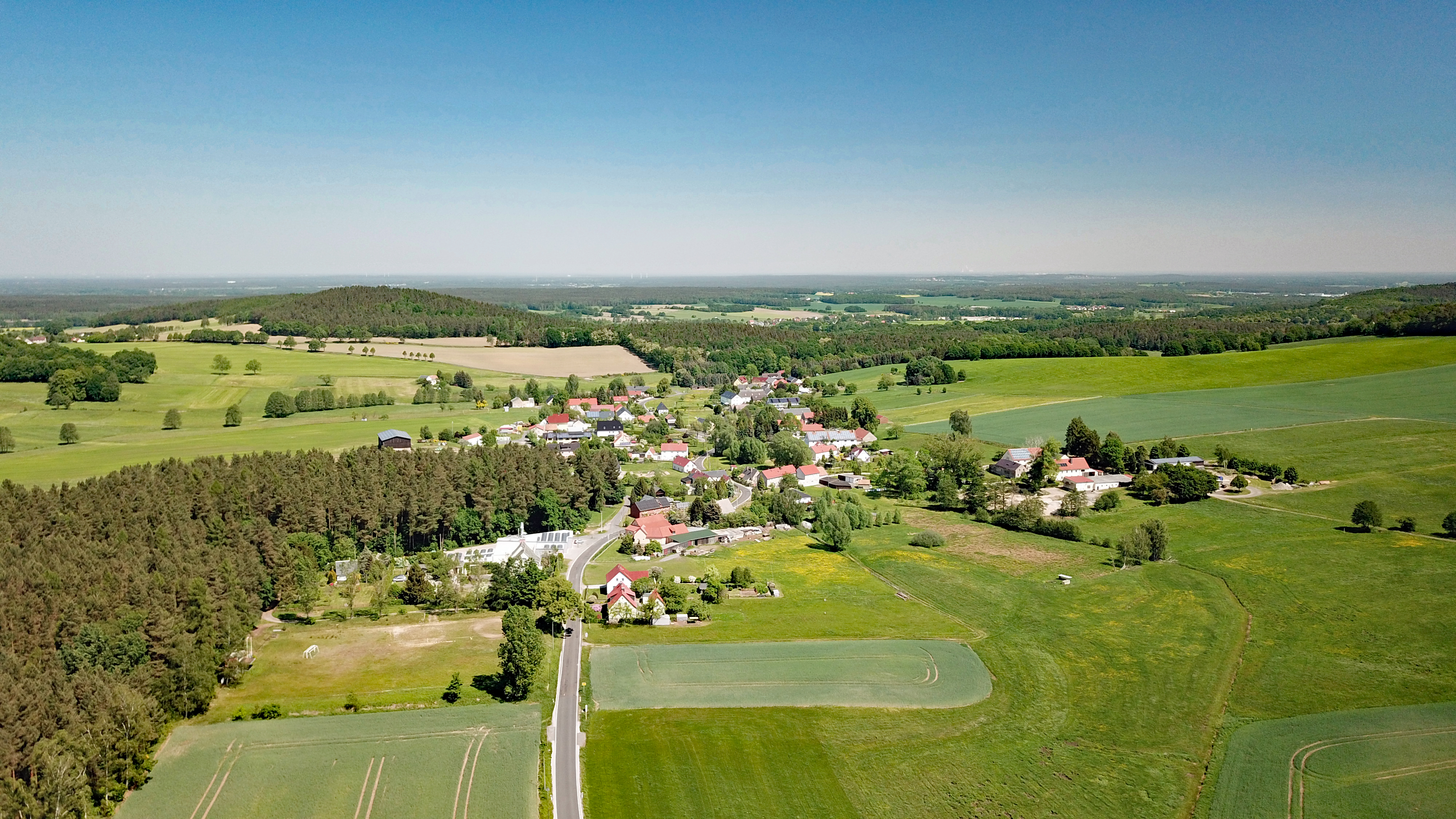
Пташиний вид на Швосдорф

Швосдорф (нім. Schwosdorf, серболужицька — Швобиці в.-луж. Šwobicy) — сільське поселення в окрузі Баутцен, Саксонія, Німеччина. Швосдорф — район міста Каменц у саксонському окрузі Баутцен, що знаходиться в сорбській Лужиці. Село розташоване на захід від центру міста Каменц. На північ від нього проходить автобан S 100, а на південь — S 105.

## Географія
Знаходиться серед лісового масиву на південний захід від Каменця на автомобільній дорозі K9270 (ділянка Брауна — автомобільна дорога S105) в оточенні пагорбів: на півночі — пагорб Шпіцберг (Spitzberg, висота 289 м.), на сході — пагорб Ріннберг, також званий Бієнберг (Rinnberg, 303 м — auch Bienberg genannt), на південному заході — пагорб Лерхенберг (Lerchenberg, 248 м.), на заході — пагорб Брайтенберг (Breitenberg, 299 м.).
Сусідні населені пункти: на півночі — Петерсхайн (у міських межах Каменця), на північному сході — село Брауна (Брунов, у міських межах Каменця).

## Історія
Вперше згадується 1225 року під найменуванням «Swavesdorf». З 1972 до 1994 року село входило до комуни Брауна, з 1994 до 1999 року — до комуни Шентайхен. 1 січня 1999 року увійшло в міські межі Каменця в статусі самостійного сільського населеного пункту.
Історичні німецькі найменування
- Swavesdorf, 1225
- Petrus de Svabistorf, 1245
- Swabisdorf, 1263
- Swobisdorf, 1455
- Schwoßdorff, 1574
- Швусдорф, 1875

## Пам'ятки культури

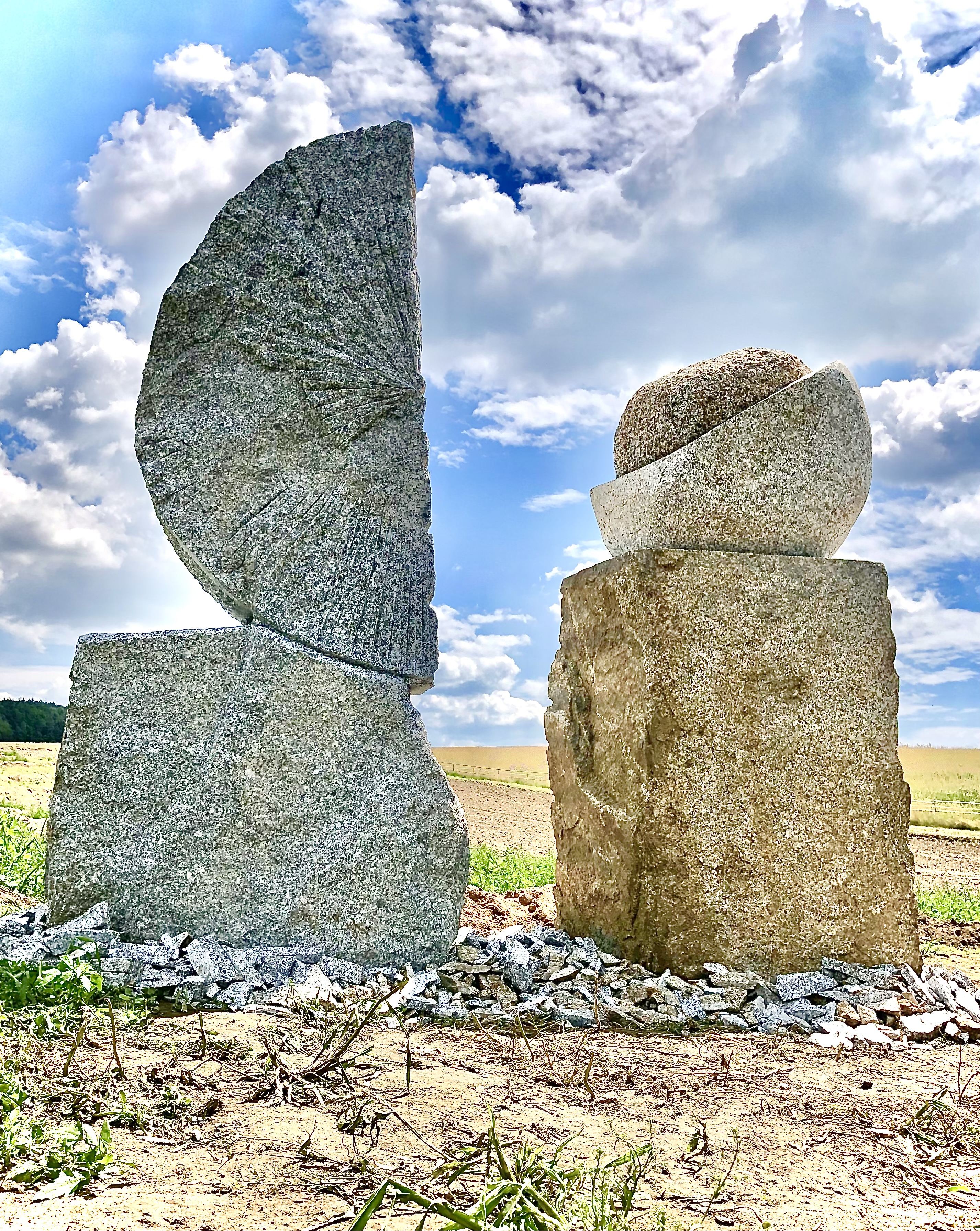
""Króna", fМистецтво Румена Дімітрова, 2021, біля An den Drei Linden у Швосдорфі

У списку культурних пам'яток Швосдорфа є дванадцять культурних пам'яток у Швосдорфі.

## Населення
Чисельність населення за роками
| 1834 | 1871 | 1890 | 1910 | 1925 | 1939 | 1946 | 1950 | 1964 | 2011 |
| ---- | ---- | ---- | ---- | ---- | ---- | ---- | ---- | ---- | ---- |
| 145  | 207  | 198  | 226  | 211  | 205  | 259  | 279  | 234  | 164  |